# Zona radiativa

Illustrazione della struttura interna del Sole

La zona radiativa è uno strato interno delle stelle dove l'energia è trasportata principalmente verso l'esterno per mezzo della radiazione e della conduzione termica, piuttosto che per convezione. L'energia viaggia attraverso la zona radiativa sotto forma di fotoni dello spettro elettromagnetico.
Nella zona radiativa la materia è così densa che i fotoni sono in grado di percorrere solo brevi distanze prima di essere assorbiti o diffusi da un'altra particella, spostandosi così verso lunghezze d'onda maggiori. Per questo i raggi gamma impiegano in media 171 000 anni dal momento della partenza nel nucleo solare e fino all'uscita dalla zona radiativa. In questo percorso la temperatura del plasma scende dai 15 milioni di kelvin in prossimità del nucleo, a un milione e mezzo di kelvin alla base della zona di convezione.
Solo i neutrini, che interagiscono poco con la materia, riescono ad attraversare la zona radiativa alla velocità della luce.

## Gradiente di temperatura
In una zona radiativa il gradiente di temperatura, cioè la variazione della temperatura (T) in funzione del raggio (r), è dato da:
{\displaystyle {\frac {{\text{d}}T(r)}{{\text{d}}r}}\ =\ -{\frac {3\kappa (r)\rho (r)L(r)}{(4\pi r^{2})(16\sigma _{B})T^{3}(r)}}}
dove κ(r) è l'opacità ottica, ρ(r) è la densità di materia, L(r) è la luminosità e σB è la costante di Stefan-Boltzmann.
Pertanto l'opacità (κ) e il flusso radiativo entro un dato strato di una stella, sono fattori importanti nel determinare quanto la diffusione radiativa sia efficace nel trasportare l'energia. Un'alta opacità o un'alta luminosità possono causare un elevato gradiente termico, collegato a un flusso di energia lento. Gli strati dove la convezione è più efficace della diffusione nel trasporto di energia, causando un più ridotto gradiente termico, diventano una zona di convezione.

## Il Sole
Nel Sole la zona radiativa si estende da circa il 30% fino al 70% del raggio, cioè dal nucleo solare fino al confine con la zona convettiva, per una lunghezza totale di circa 450 000 km. Tuttavia anche il nucleo solare è una zona radiativa.
La zona convettiva e la zona radiativa sono separate dal tachocline.